# Aethia pygmaea
El mérgulo bigotudo (Aethia pygmaea) es una especie de ave caradriforme de la familia Alcidae. Es uno de los miembros de aspecto más peculiar de la familia. Es un endemismo de las islas Aleutianas y de algunas otras islas de la costa siberiana.